# Beatyfikowani przez Piusa VI
Beatyfikowani przez Piusa VI – błogosławieni wyniesieni na ołtarze w czasie pontyfikatu Piusa VI.

## 1775
1 kwietnia
- Bł. Franciszek z Fabriano (zatwierdzenie kultu)
- Bł. Hieronim Ranuzzi (zatwierdzenie kultu)

26 listopada
- Bł. Bonawentura z Potenzy

## 1776
17 kwietnia
- Bł. Amato Ronconi (zatwierdzenie kultu)

## 1777
- Bł. Jan z Parmy (zatwierdzenie kultu)

## 1778
- Bł. Wawrzyniec Loricatus (zatwierdzenie kultu)

## 1779
24 maja
- Bł. Michał de Sanctis

## 1782
14 września
- Bł. Eustochia Esmeralda Calafato (zatwierdzenie kultu)

## 1783
2 kwietnia
- Bł. Jan z Salerno (zatwierdzenie kultu)

25 maja
- Bł. Maria Anna od Jezusa Navarro

1 czerwca
- Bł. Wawrzyniec z Brindisi

9 czerwca
- Bł. Joanna Maria Bonomo

## 1784
- Bł. Armand z Brixen (zatwierdzenie kultu)

12 maja
- Bł. Piotr Geremia (zatwierdzenie kultu)

22 grudnia
- Bł. Klara z Rimini (zatwierdzenie kultu)

## 1786
4 sierpnia
- Bł. Pacyfik z San Severino

27 sierpnia
- Bł. Mikołaj Factor

3 września
- Bł. Tomasz z Cori

10 września
- Bł. Kacper de Bono

17 września
- Bł. Mikołaj z Longobardi

## 1789
17 maja
- Bł. Sebastian od Objawienia

24 maja
- Bł. Jan Józef od Krzyża

28 lipca
- Bł. Małgorzata Węgierska

## 1790
- Bł. Jakub Strzemię (zatwierdzenie kultu)

## 1791
22 maja
- Bł. Andrzej Hibernon z Alcantarilla

5 czerwca
- Bł. Maria od Wcielenia

## 1792
12 sierpnia
- Bl. Katarzyna z Palmy

## 1793
- Bł. Oktawian z Savony (zatwierdzenie kultu)

11 września
- Bł. Bartłomiej z Vicenzy

27 czerwca
- Bł. Mafalda Portugalska (zatwierdzenie kultu)

## 1795
2 lutego
- Bł. Gentile z Matelica

25 maja
- Bł. Bernard z Offidy

## 1796
19 czerwca
- Bł. Leonard z Porto Maurizio

17 września
- Bł. Benwenut Mareni (zatwierdzenie kultu)

18 września
- Bł. Jan de Ribera

## 1798
- Bł. Joanna z Signa (zatwierdzenie kultu)

13 maja
- Bł. Andrzej Gallerani (zatwierdzenie kultu)